# Anua adusta
Anua adusta là một loài bướm đêm trong họ Erebidae.